# (9562) Memling
(9562) Memling es un asteroide perteneciente al cinturón de asteroides, descubierto el 1 de septiembre de 1987 por Eric Walter Elst desde el Observatorio de La Silla, Chile.

## Designación y nombre
Designado provisionalmente como 1987 RG. Fue nombrado en honor de Hans Memling (1430-1494) fue un pintor flamenco de la famosa Escuela de Pintura de Brujas . Conocido por su gran tríptico Adoración de los Reyes Magos , hizo pinturas típicas de dos paneles, retratando al "donante" en un panel, mirando a la Virgen con el Niño en el otro panel.

## Características orbitales
Memling está situado a una distancia media del Sol de 3,100 ua, pudiendo alejarse hasta 3,641 ua y acercarse hasta 2,559 ua. Su excentricidad es 0,175 y la inclinación orbital 3,529 grados. Emplea 1993,52 días en completar una órbita alrededor del Sol.
Los próximos acercamientos a la órbita de Júpiter ocurrirán el 4 de enero de 2039, el 6 de diciembre de 2048 y el 1 de octubre de 2099.
Pertenece a la familia de asteroides de (24) Themis.

## Características físicas
La magnitud absoluta de Memling es 12,69. Tiene 17,688 km de diámetro y su albedo se estima en 0,052.